# Rhaphidophora dulongensis
Rhaphidophora dulongensis H.Li – gatunek wieloletnich, wiecznie zielonych pnączy z rodziny obrazkowatych, pochodzących z chińskiej prowincji Junnan, zasiedlających lasy deszczowe. Komórki tych roślin posiadają 60 chromosomów tworzących 30 par homologicznych.